# Norobowo
Norobowo (ros. Норобово) – wieś w Rosji, w rejonie wołogodzkim obwodu wołogodzkiego. W 2010 r. liczyła 1 mieszkańca.